# أوسكار سيرانو
أوسكار سيرانو (بالإسبانية: Óscar Serrano Gámez)‏ هو لاعب كرة مضرب إسباني، ولد في 25 مايو 1978 في برشلونة في إسبانيا.

## وصلات خارجية
- أوسكار سيرانو على موقع رابطة محترفي التنس (الإنجليزية)
- أوسكار سيرانو على موقع الاتحاد الدولي لكرة المضرب (الإنجليزية)
- أوسكار سيرانو على موقع خلاصة التنس.كوم (الإنجليزية)